# Meidling Hauptstraße metróállomás

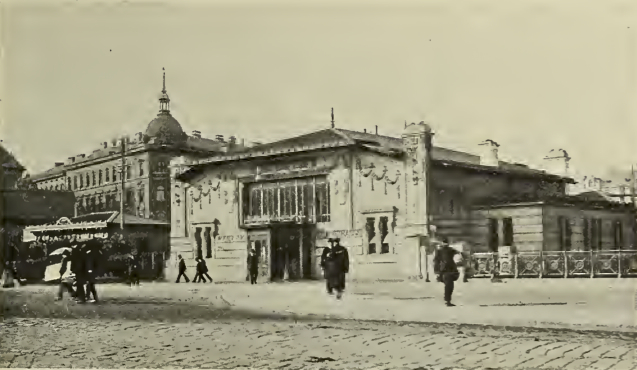
Az eredeti állomás, mely a Stadtbahn számára épült

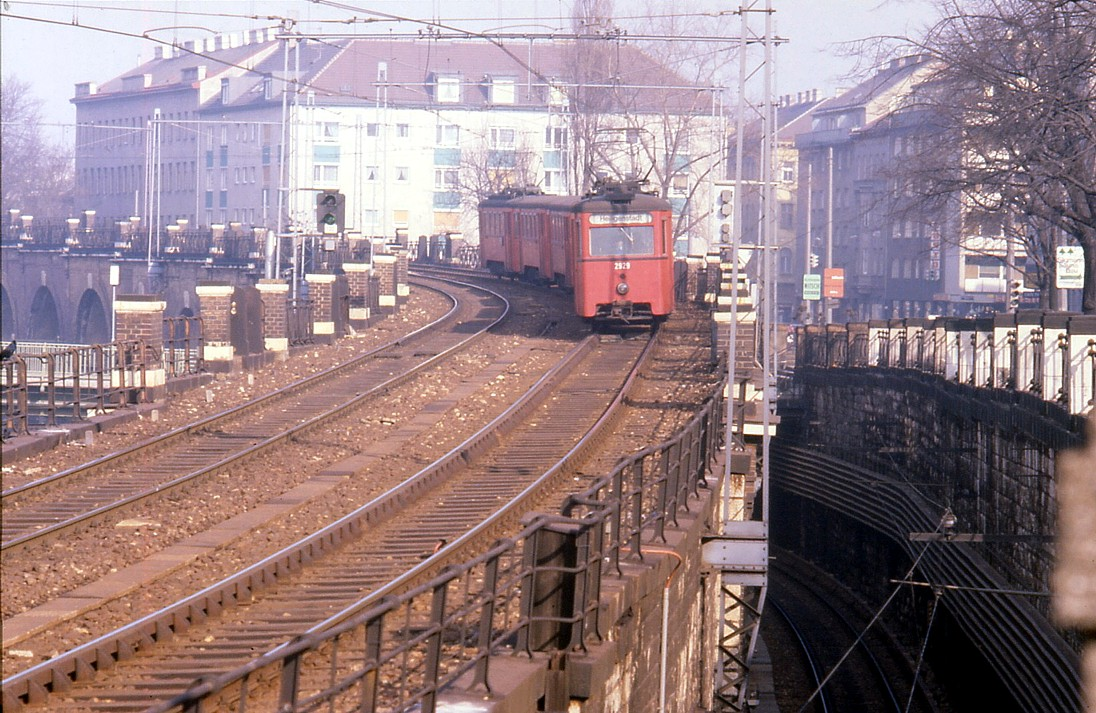
A Stadtbahn pályája Meidling Hauptstraße állomás közelében. A magasabban haladó a Gürtellinie, mely Nußdorfer Straße érintésével a mai U6-os metró vonalán Heiligenstadt vagy Friedensbrücke felé vezetett. Ezt a pályaszakaszt 1985. április 15-én új útvonal építése nélkül megszüntették.
A lentebb lévő a Wientallinie, mely a mai U4-es metró vonalán Heiligenstadt felé vezetett. A pályát 1989. október 7-én, Längenfeldgasse állomás átadáskakor más irányba terelték.

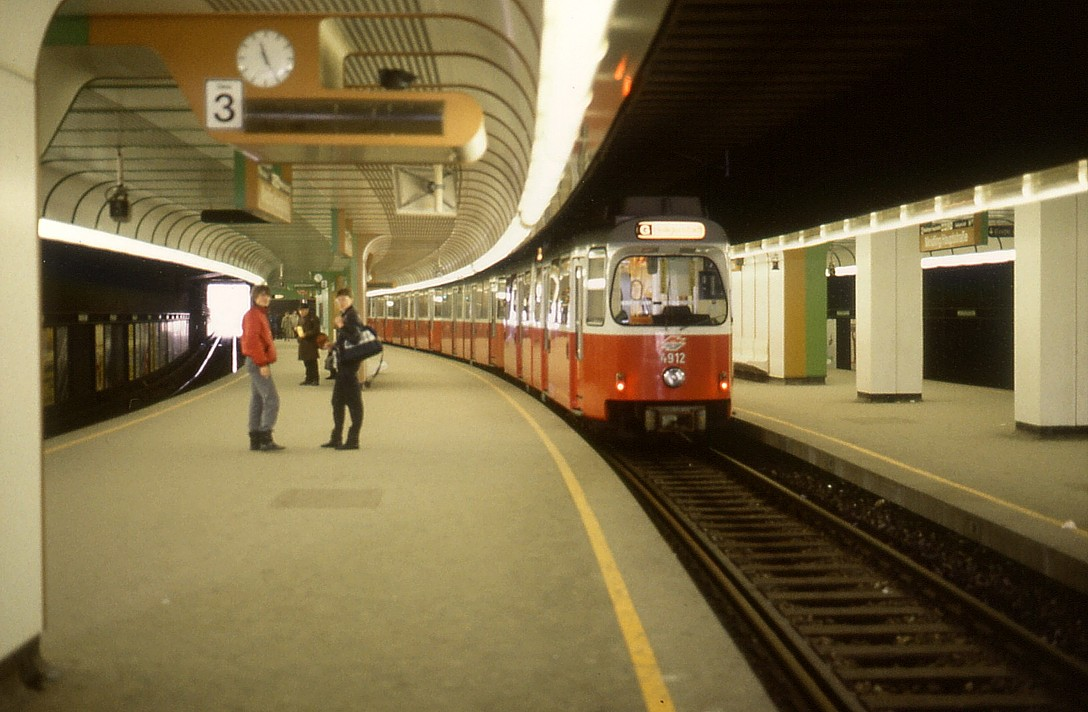
1985 még egy Stadtbahn szerelvénnyel. Ekkor a két szélső vágányt az U4-es metró, a középsőt pedig a Stadtbahn használta

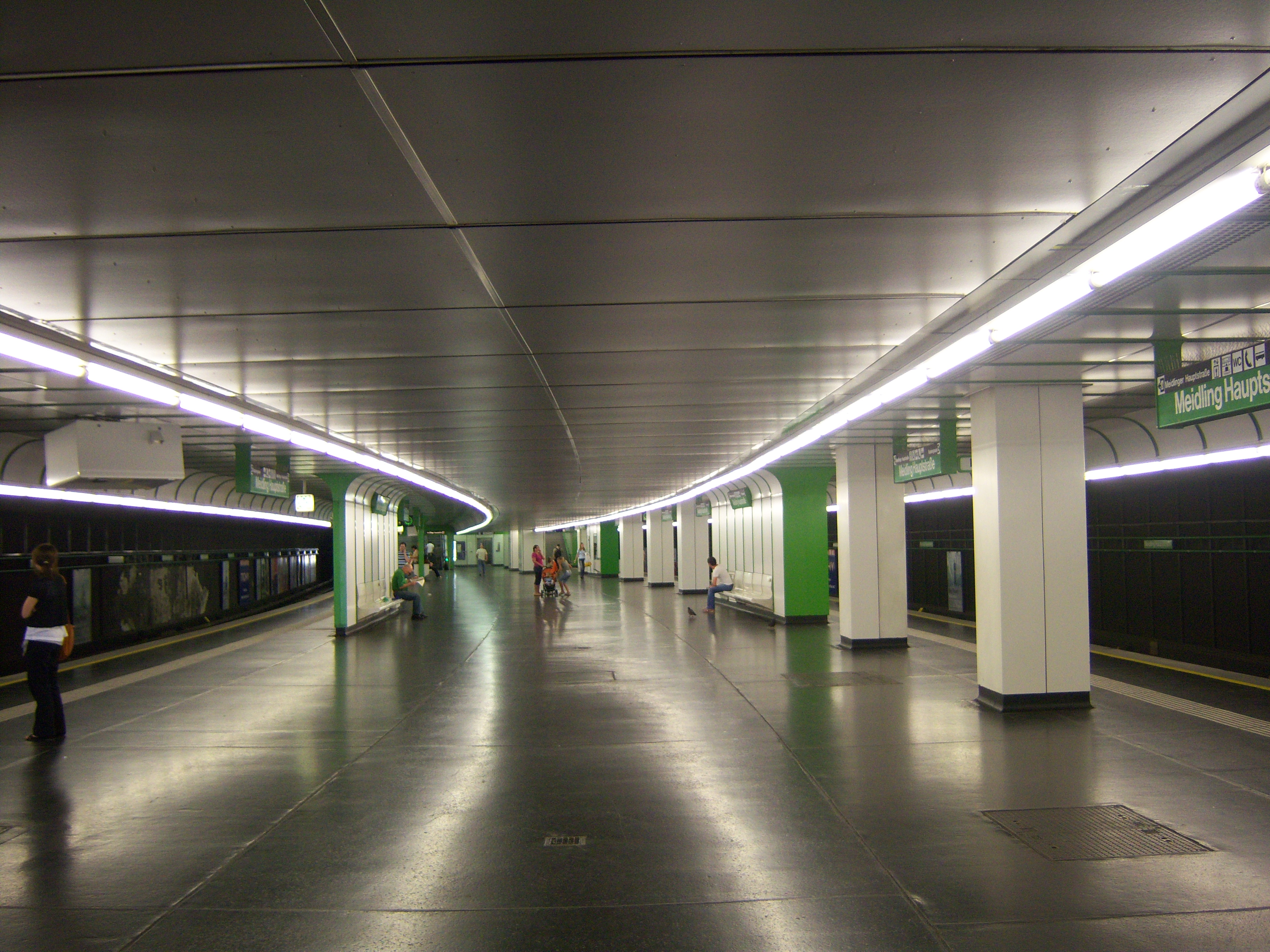
Az állomás napjainkban. A Stadtbahn megszüntetése után az állomás nem esett át komolyabb átépítésen, a régi Stadtbahn vágányának helye jól felfedezhető

A bécsi Meidling Hauptstraße metróállomás az U4-es metróvonal egyik állomása Schönbrunn és Längenfeldgasse megállók között. Neve szó szerinti fordításban azt jelenti, hogy Meidling, főutca.
A megálló eredetileg a Stadtbahn számára épült. Ekkor ez az állomás igen fontos szerepet kapott, mivel Heiligenstadt mellett ez volt az egyetlen olyan csomópont, ahol 3 Stadtbahnvonal is találkozott. Konkrétan a Wientallinie felső- és alsó szakasza, valamint a Gürtellinie végállomása volt ez az állomás.

## Története
1898-1925
1898 és 1925 között üzemet a Stadtbahn nevű gőzvasút. Ez egy 5 vonalból álló hálózat volt. Meidling Hauptstraße egy igen fontos állomása volt, mivel a Wientallinie felső- és alsó szakasza, valamint a Gürtellinie vonalak egyik végállomása ez az állomás volt. A gőzüzemű vasút azonban sikertelen lett, és az osztrák vasúttársaság lemondott az üzemeltetéséről. A vonalakat azonban nem bontották le, hanem villamosítás után Wiener Elektrische Stadtbahn (Bécsi elektromos Stadtbahn) néven kezdett üzemelni. Az üzemeltető 1924. március 13-a óta Bécs városa lett.
1968 augusztus
1968 augusztusában a lakossági tiltakozások ellenére lebontották a régi szecessziós stílusban épült Stadtbahn állomást, mely kinézetében nagyban hasonlított a máig is látható szomszédjához, Schönbrunnhoz. Az állomás lerombolását azzal indokolták, hogy gyorsforgalmi utat szeretnének létrehozni a helyén.
1980. október 26.
Meidling Hauptstraße állomáson 1925-től 1980-ig csak az elektromos Stadtbahn szerelvények álltak meg. 1980-ban azonban elért idáig a Wientallinie metróvá történő átalakítása. Az átalakításnál Karlsplatztól eddig az állomásig alakították át a Stadtbahn pályáját metróvonallá. Az utasok 1980. október 26-a óta szállhatnak itt fel az U4-es metróra. 

Ekkor a következő viszonylatok álltak itt meg:
| Viszonylat           | Útvonal                                                  | Járműtípus |
| -------------------- | -------------------------------------------------------- | ---------- |
| Gürtellinie          | Heiligenstadt vagy Friedensbrücke ↔ Meidling Hauptstraße | Stadtbahn  |
| Wientallinie (felső) | Hütteldorf ↔ Meidling Hauptstraße                        | Stadtbahn  |
| U4                   | Meidling Hauptstraße ↔ Heiligenstadt                     | metró      |

1981. augusztus 31.
1981. augusztus 31-én az U4-es metróvonalat továbbhosszabbították Hütteldorf irányába, először még csak Hietzingig, majd 1981 december 20-án Hütteldorfig. Ezzel a metróvá alakítással a Stadtbahnnak már csak a Gürtellinie vonala érintette ezt az állomást. Az állomás ekkori elrendezésénél 3 vágány üzemelt. A két szélsőt az U4-es metró, míg a középsőt a Stadtbahn használta. Mivel a Stadtbahnnak ez volt a déli végállomása, és csak egy vágányon üzemelt a Stadtbahn az állomást elhagyva egy Y alakú elágazáson mehetett tovább. (Ez a vágányelrendezés nagyban hasonlított a régi Schottenring állomáséhoz.)
Ekkor a következő viszonylatok álltak itt meg:
| Viszonylat  | Útvonal                                                  | Járműtípus |
| ----------- | -------------------------------------------------------- | ---------- |
| Gürtellinie | Heiligenstadt vagy Friedensbrücke ↔ Meidling Hauptstraße | Stadtbahn  |
| U4          | Hietzing ↔ Meidling Hauptstraße ↔ Heiligenstadt          | metró      |

1985. április 15.
1985. április 15-én a Stadtbahn (akkor már csak az egyetlen) Gürtellinie vonalának megszüntették a Gumpendorfer Straße megállójától idáig tartó szakaszát. Ezt követően az állomás középső vágányát elbontották, és a korábbi két peronját egyesítették. Az egykori vágány helye még ma is kivehető a szokatlanul széles peronon. Ez a mai napig látható.

A visszavágással előkészítették a Stadtbahn átalakítását egy új, U6-os számú metróvonallá, ugyanis Kurt Neiger kerületi polgármester terveivel ellentétben nem ezen az állomáson keresztül kívánták a Stadtbahn Gürtellinie vonalának utódját, az U6-os metrót Meidling vasútállomásig hosszabbítani. Az ekkori tervez szerint, (mely végül meg is valósult) egy új állomásnál fog találkozni az U6-os az U4-es metróval.

## Jellemzője
Az állomás kétvágányos középperonos kialakítású és akadálymentesített.  A peron szokatlanul széles, melynek történelmi oka van. Az állomás a talajszinteben épült, ám a rajta átvezetett híd miatt kéregvezetésűnek tűnik a szakasz.  A keleti végén Längenfeldgasse felé egy visszafogóváltó található, így lehetőség van a vonatok visszafordítására.
| U4 (Heiligenstadt ↔ Hütteldorf) |                                 |                         |
| Állomás                         | Átszállási kapcsolatok          | Fontosabb létesítmények |
| Meidling Hauptstraße            | 7A, 9A, 10A, 63A N60 (Éjszakai) | U4 Center               |

## Galéria

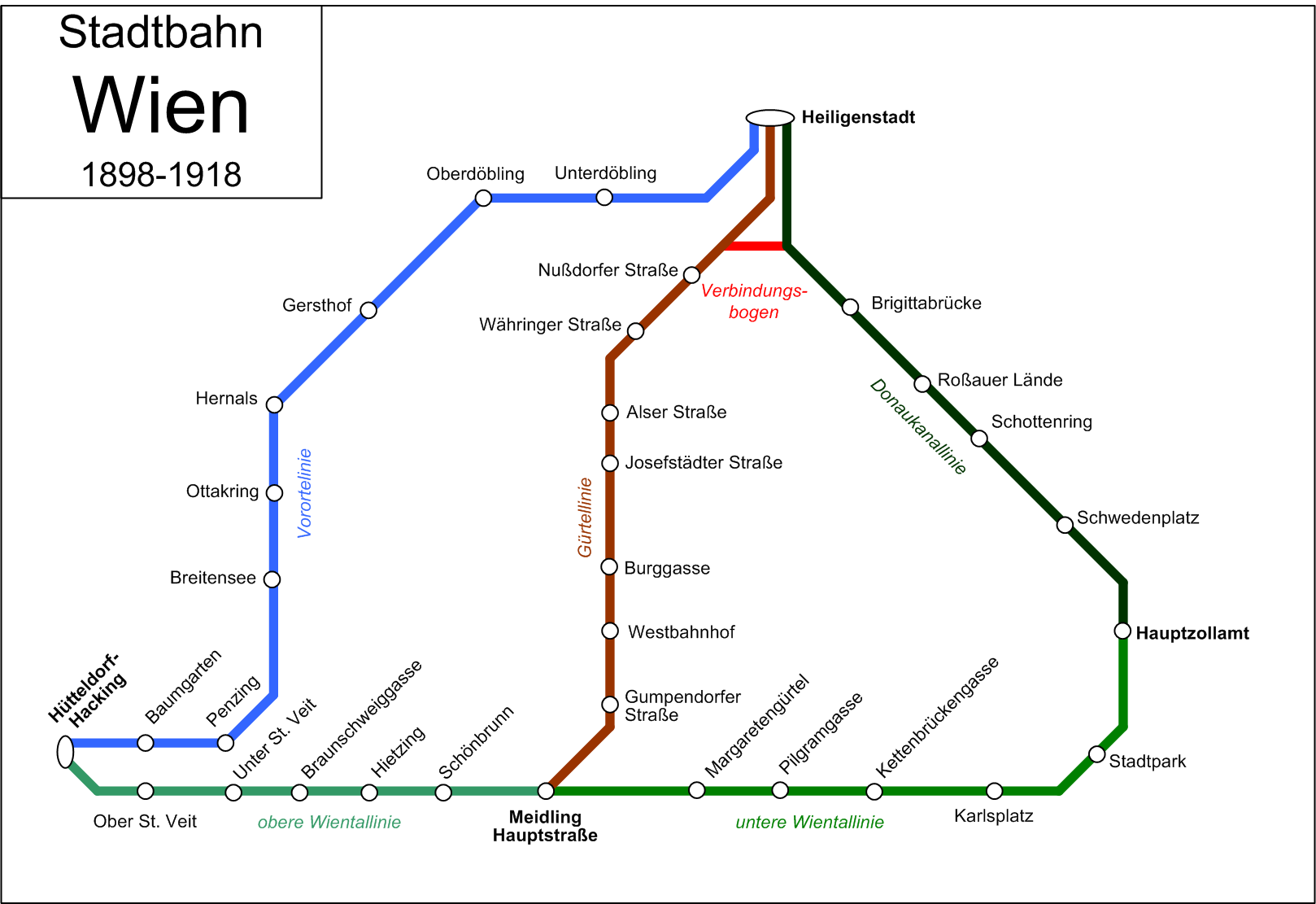
A gőzüzemű Stadtbahn sematikus vonalhálózati térképe
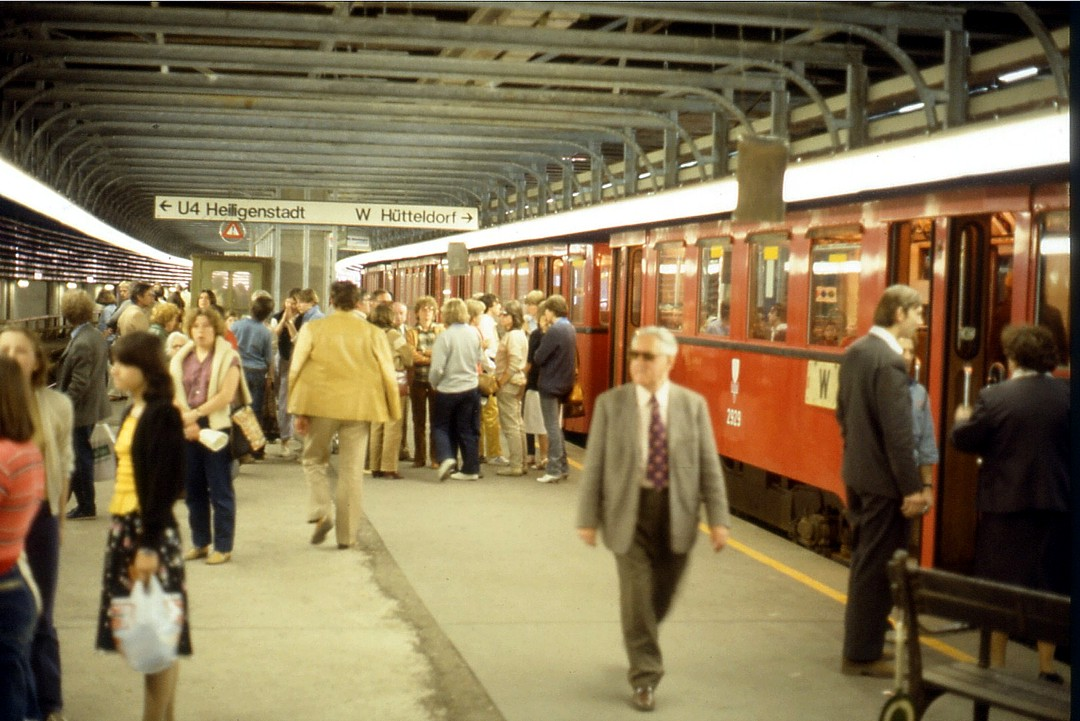
1981.  Ekkor a Heiligenstadt ↔ Meidling Hauptstraße már metró üzemű volt, ám a Meidling Hauptstraße ↔ Hütteldorf szakasz még maradt Stadtbahnos
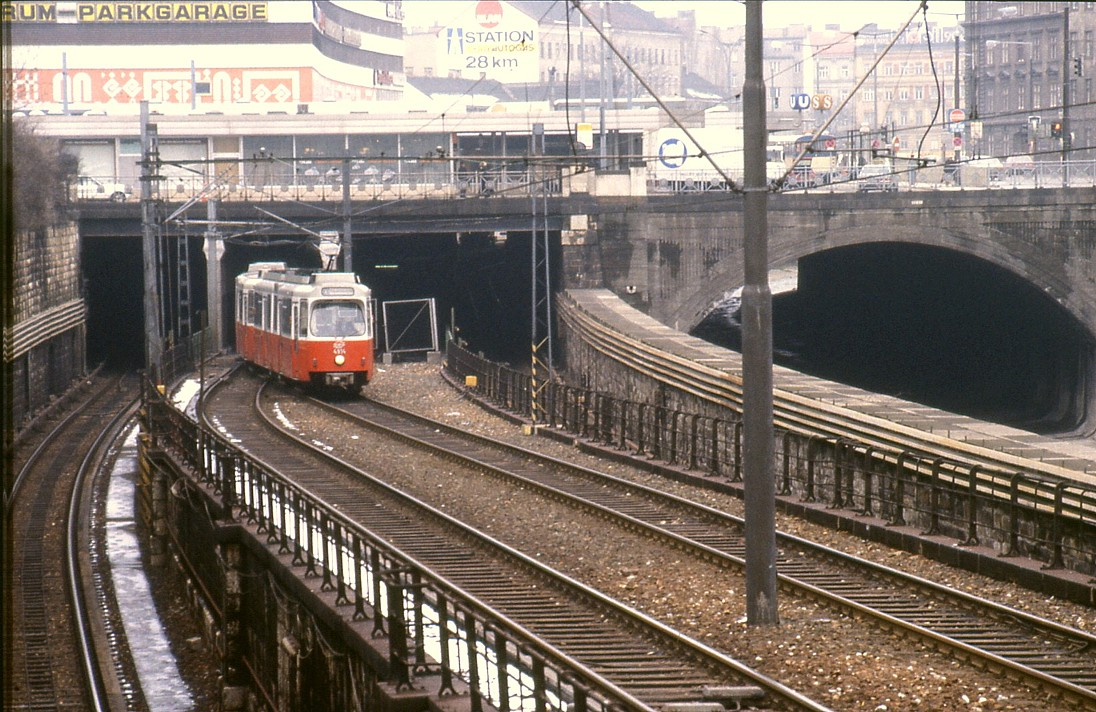
1985 Ekkor már csak a Gürtellinie üzemelt Stadtbahnként, melynek Meidling Hauptstraße volt a déli végállomása
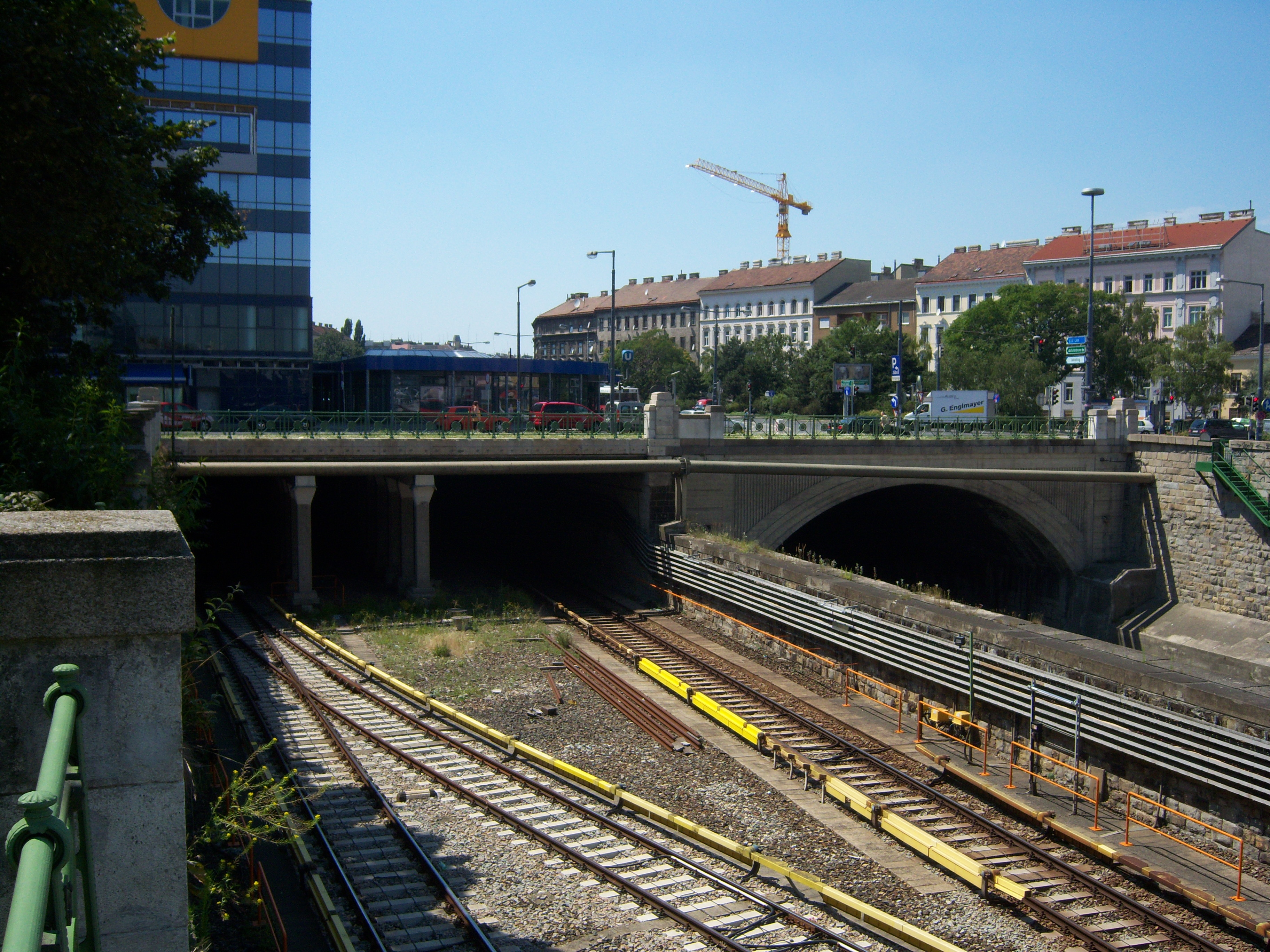
Az előző képen látható helyszín napjainkban
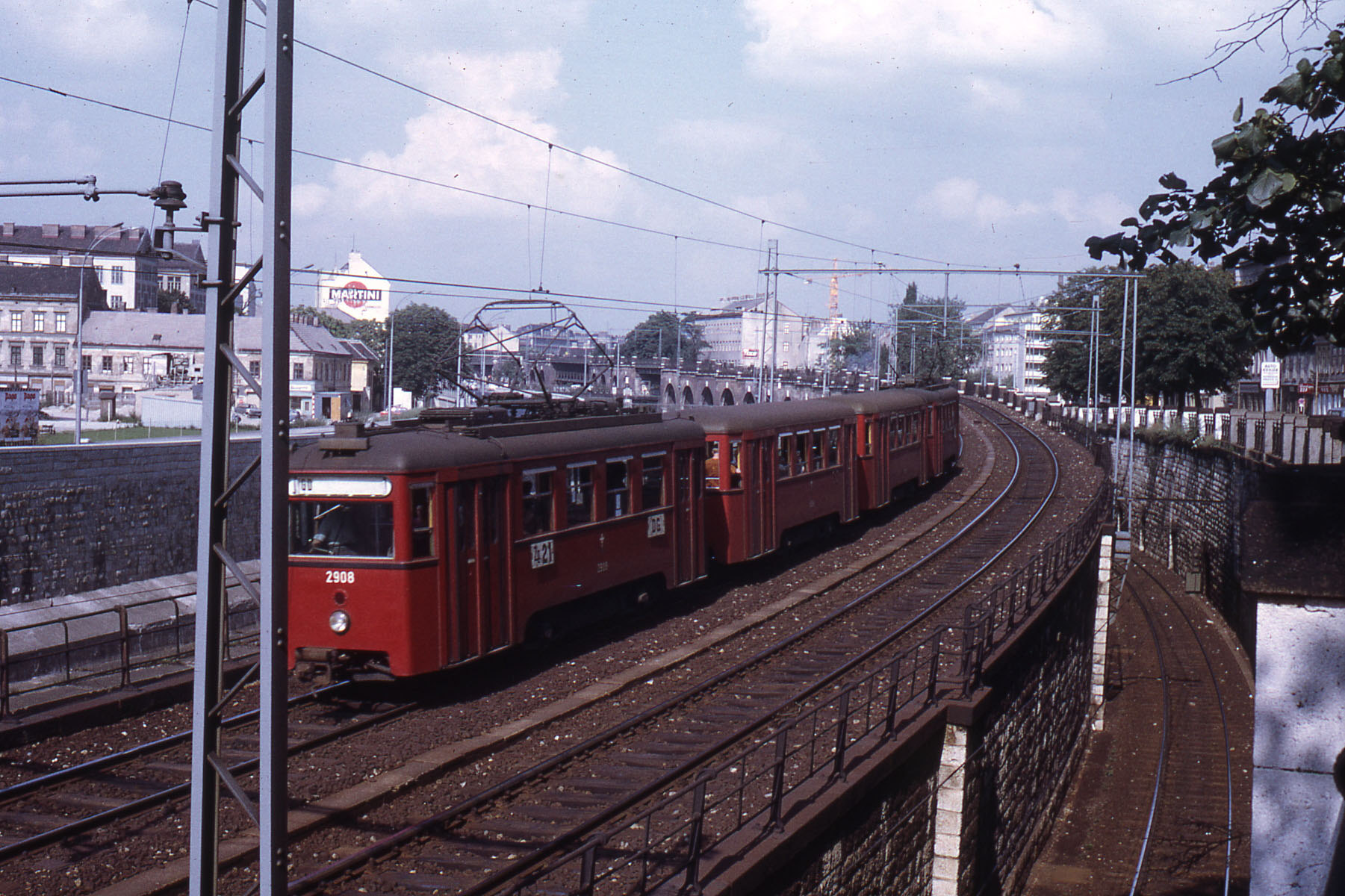
Stadtbahn szerelvény halad Nußdorfer Straße felé Meidling Hauptstraße felől 1970-ben a Gürtellinién
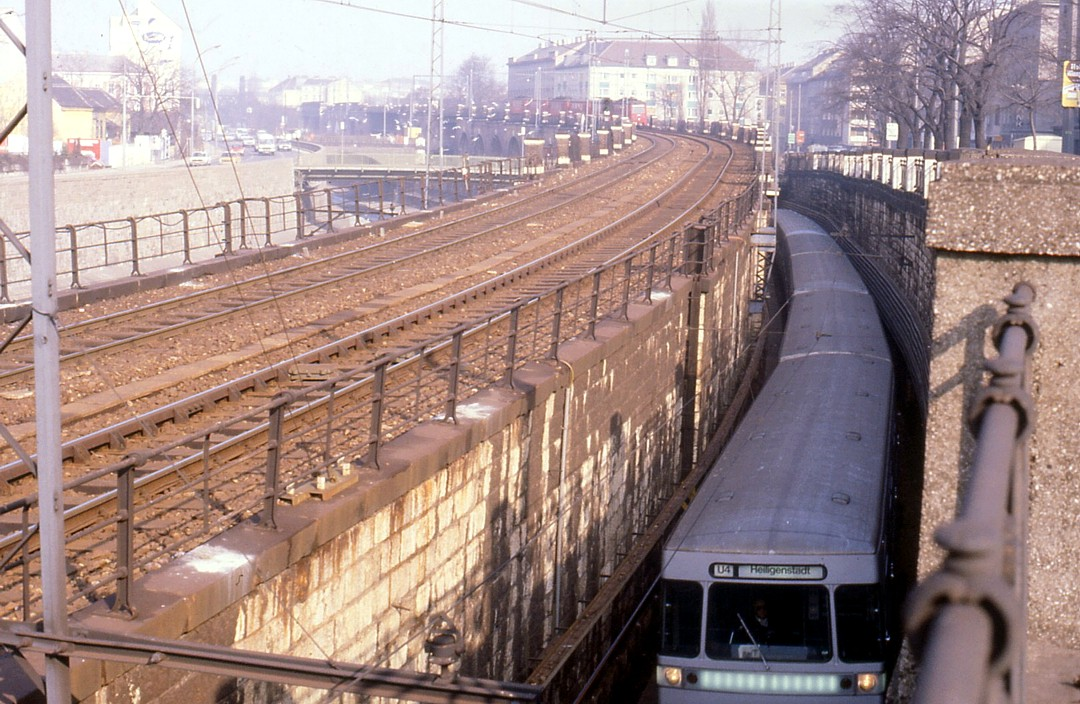
Ugyanitt, de már 1981-ben, amikor a Wientallinién a Stadtbahn helyett már az U4-es számú metró üzemelt

## Fordítás
- Ez a szócikk részben vagy egészben  az   U-Bahn-Station Meidling Hauptstraße című német Wikipédia-szócikk fordításán alapul.  Az eredeti cikk szerkesztőit annak laptörténete sorolja fel. Ez a jelzés csupán a megfogalmazás eredetét és a szerzői jogokat jelzi, nem szolgál a cikkben szereplő információk forrásmegjelöléseként.